# Pholidota yunnanensis
Pholidota yunnanensis är en orkidéart som beskrevs av Robert Allen Rolfe. Pholidota yunnanensis ingår i släktet Pholidota och familjen orkidéer. Inga underarter finns listade i Catalogue of Life.